# Hoenderloo
Hoenderloo ([ɦundərloː]) es un pueblo neerlandés situado al suroeste de la ciudad de Apeldoorn. La mayor parte del pueblo pertenece al municipio de Apeldoorn, pero una pequeña parte pertenece al municipio de Ede, entre ellos la aldea Hoog Baarlo.
El pueblo está situado en la parte sur del bosque Veluwe y cerca del Parque nacional Hoge Veluwe y el Deelerwoud. Es un pueblo con un gran número de zonas de camping, parques de recreación, restaurantes, hoteles y tiendas.

## Historia
Hoenderloo se remonta al siglo XIX. El vicario Ottho Heldring, durante uno de sus viajes, tropezó con el remoto pueblo y decidió invertir en él construyendo un pozo y una escuela. Varios años más tarde se construyó una iglesia.[cita requerida]
Alrededor de este tiempo, un predecesor de la actual Hoenderloo Group, fundó una institución para los niños desfavorecidos. La actual encarnación de esta institución todavía se conoce como "The Boys House", aunque ya no es solo para los niños pequeños.

## Deportes y recreación
El pueblo está ubicado en la ruta de senderismo europea E11, conocida localmente como Marskramerpad o Handelsweg. La ruta E11 parte de La Haya hacia el este, atravesando Alemania y Polonia, hasta llegar a Lituania. El club de fútbol de la ciudad es S.V. Beatrix.

## Personajes ilustres
- A. den Doolaard (Zwolle, 7 de febrero de 1901-Hoenderloo, 26 de junio de 1994), escritor.
- Evert Jan Harmsen (Steenderen, 22 de julio de 1930-Hoenderloo, 23 de octubre de 2005), miembro del Partido de los Agricultores.

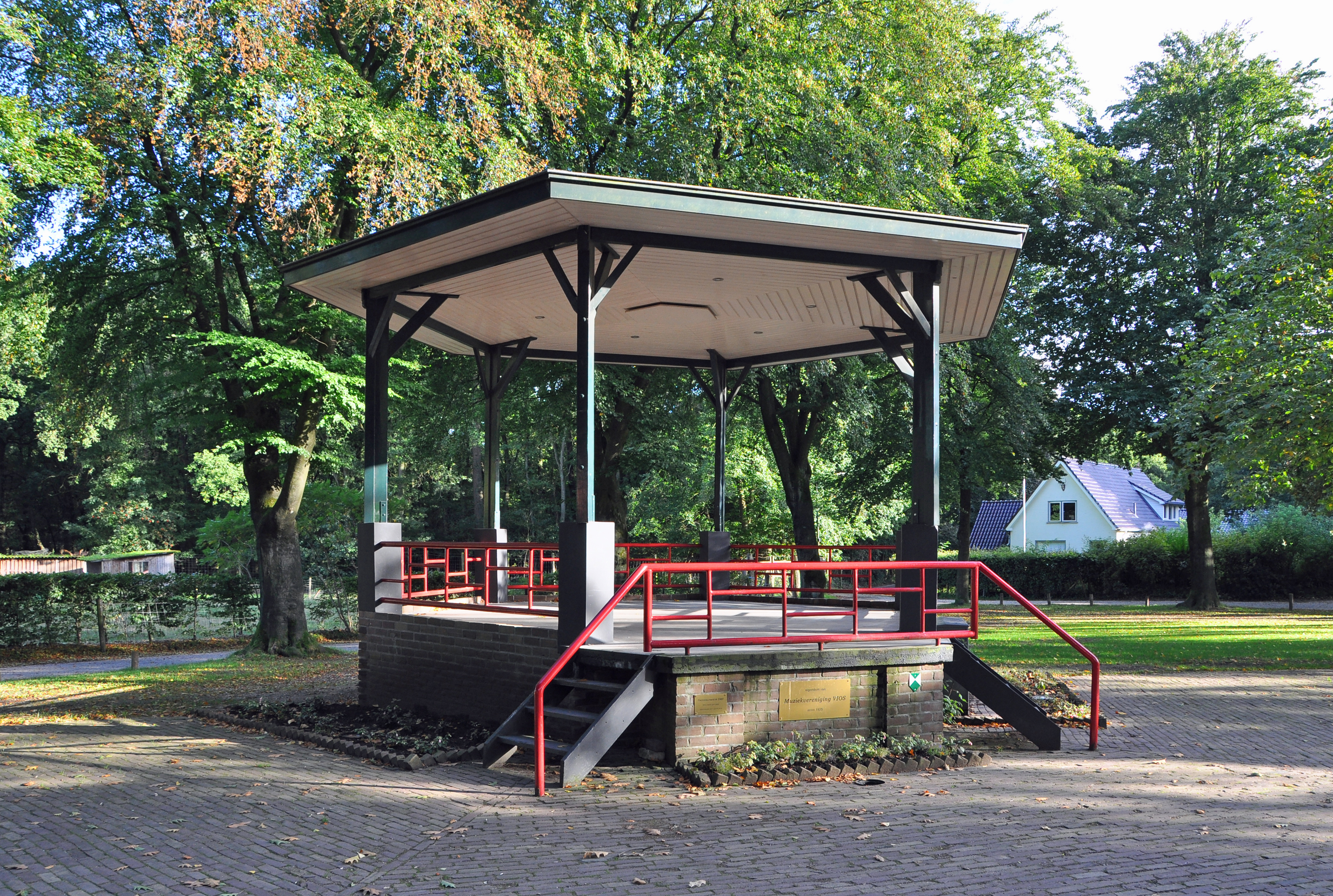
Cúpula de la Música
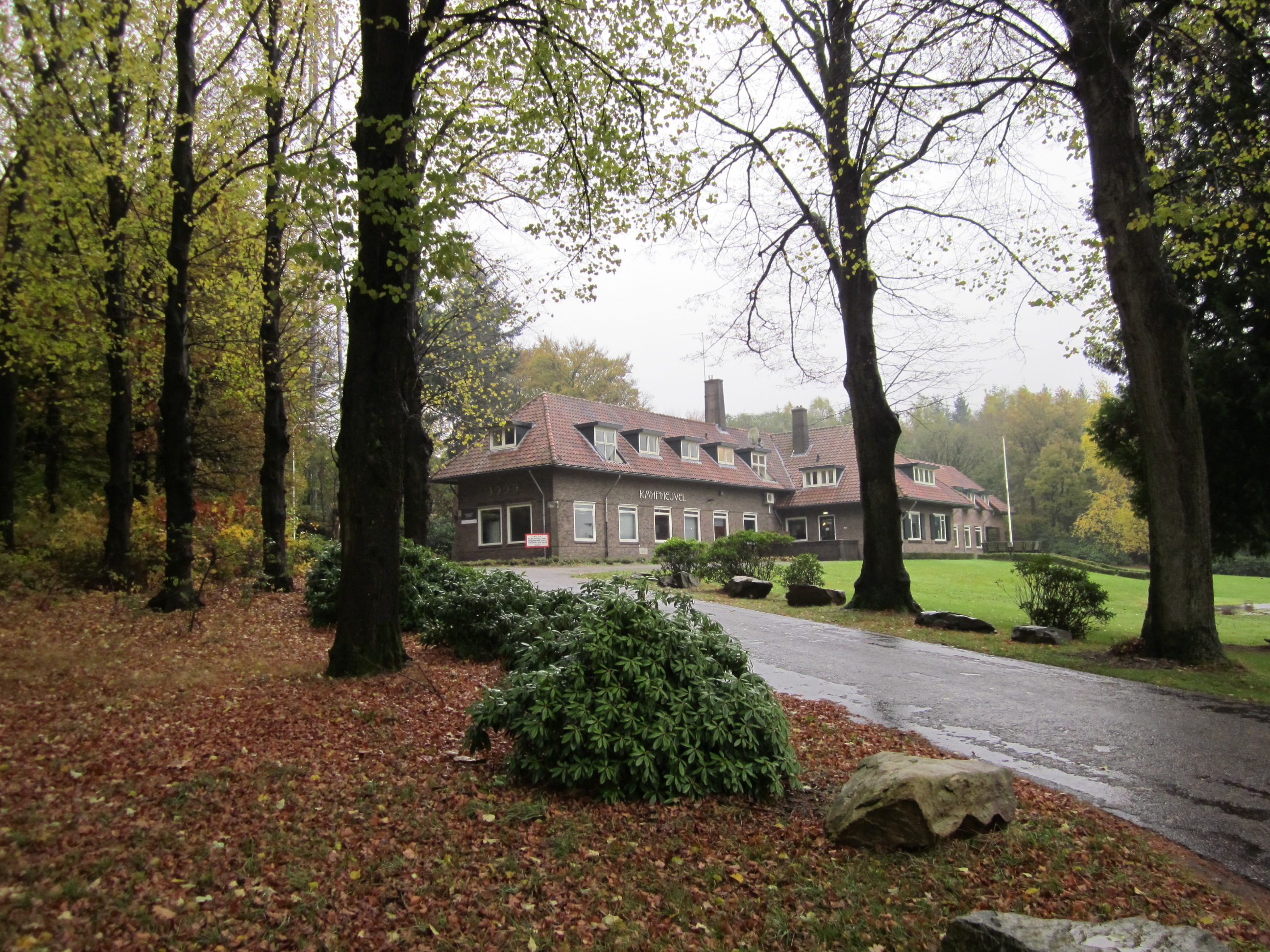
Casa de campo
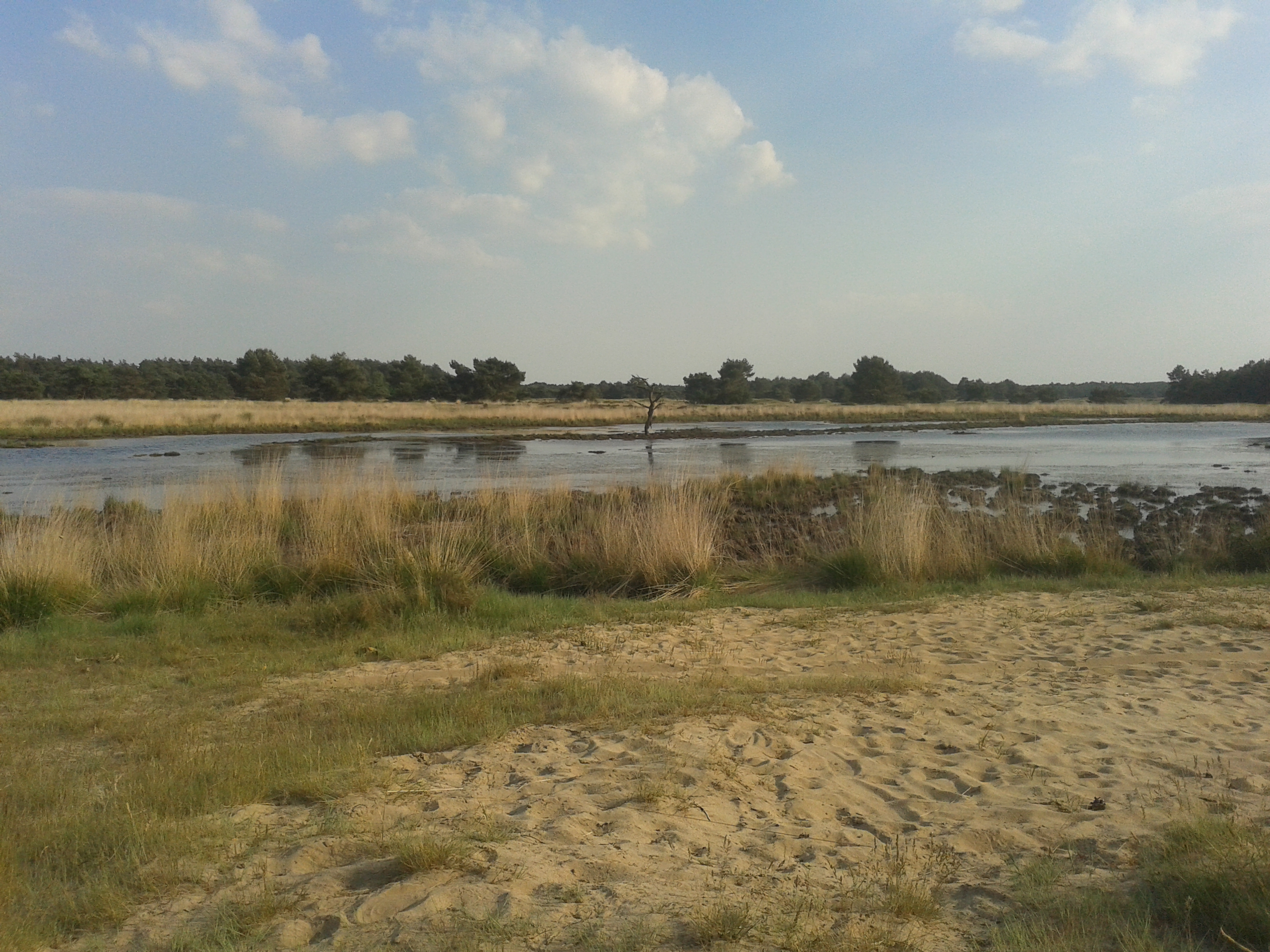
Panorama
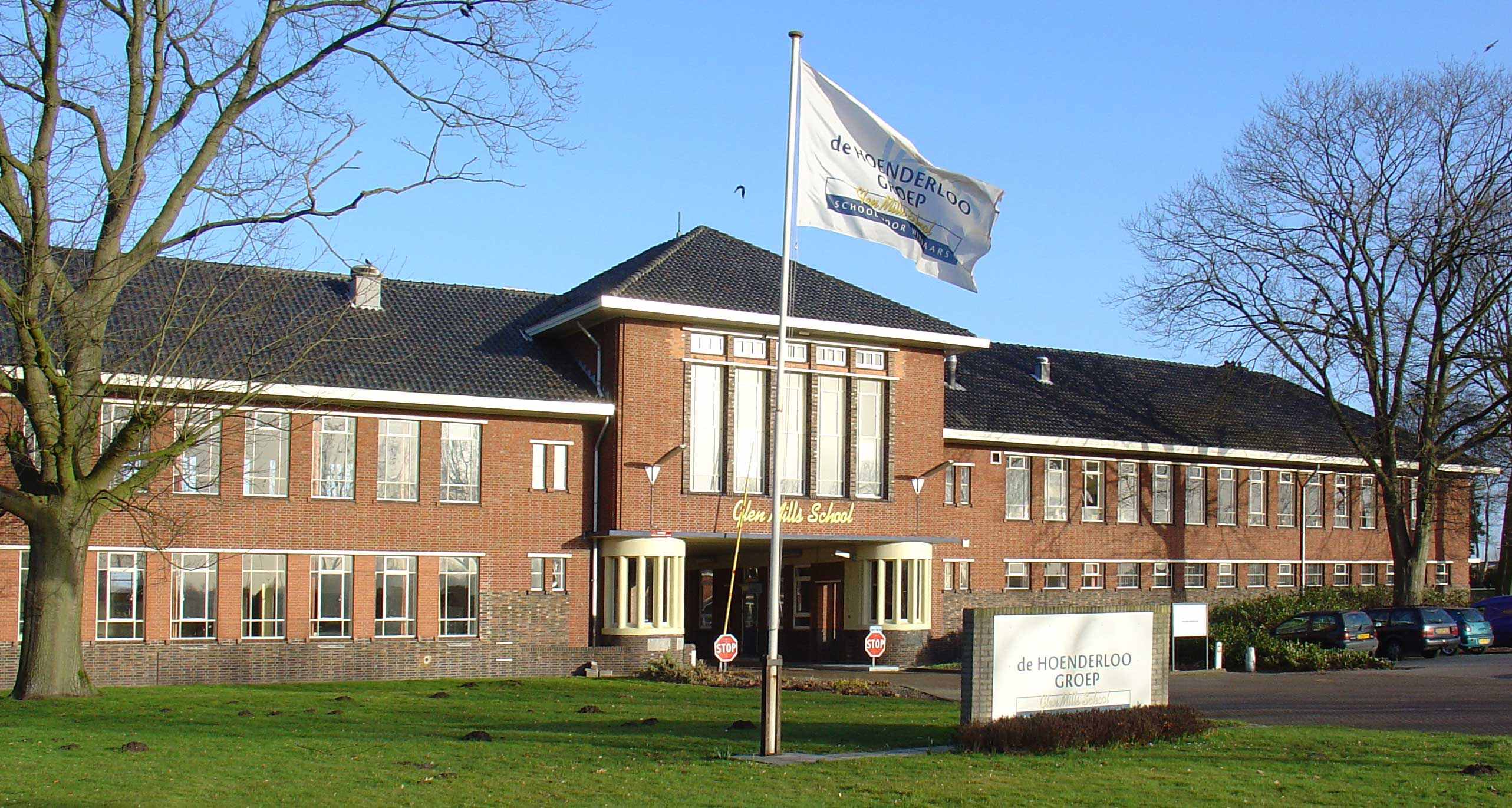
Glen Mills school